# 诺萨塞尼奥拉-达斯格拉萨斯
诺萨塞尼奥拉-达斯格拉萨斯是巴西巴拉那州的一个市镇。总面积185.716平方公里，总人口4038人，人口密度21.7人/平方公里。